# Aphrophila tridentata
Aphrophila tridentata är en tvåvingeart som beskrevs av Alexander 1926. Aphrophila tridentata ingår i släktet Aphrophila och familjen småharkrankar. Inga underarter finns listade i Catalogue of Life.